# Keith Brooking
Keith Howard Brooking (* 30. Oktober 1975 in Senoia, Georgia) ist ein ehemaliger US-amerikanischer American-Football-Spieler. Er spielte elf Saisons bei den Atlanta Falcons in der National Football League (NFL) auf der Position des Defensive Tackles. Außerdem spielte er noch für die Dallas Cowboys und die Denver Broncos.

## Frühe Jahre
Brooking ging auf die Highschool in Sharpsburg, Georgia. Später ging er auf das Georgia Institute of Technology, wo er für die Georgia Tech Yellow Jackets College-Football in der Atlantic Coast Conference (AAC) spielte.

## NFL

### Atlanta Falcons
Brooking wurde im NFL-Draft 1998 in der ersten Runde an zwölfter Stelle von den Atlanta Falcons ausgewählt. In seinem ersten Jahr mit den Falcons zog er mit diesen in den Super Bowl XXXIII ein. Hier verlor man gegen die Denver Broncos mit 34:19. 2001 erzielte er zwei Interceptions, zwei erzwungene Fumbles (zwei recovered), 3,5 Sacks und verhinderte neun Pässe. Für diese gezeigten Leistungen wurde er zum ersten Mal in den Pro Bowl gewählt. Auch in den darauffolgenden vier Jahren wurde er in den Pro Bowl gewählt. Nach elf Saisons für die Falcons konnte er sich nicht mit diesen über einen neuen Vertrag einigen und verließ das Franchise.

### Dallas Cowboys
Am 28. Februar 2009 unterschrieb er einen Dreijahresvertrag bei den Dallas Cowboys. Für die Cowboys erzielte er in drei Jahren 253 Tackles, vier Sacks und eine Interception.

### Denver Broncos
Am 6. August 2012, im Alter von 37 Jahren, unterschrieb er einen Einjahresvertrag bei den Denver Broncos. Nach der Saison beendete er seine Profikarriere.

## Persönliches
Im Jahr 2003 gründete er die Keith Brooking Children's Foundation. Brooking hat mit seiner Frau vier Kinder, zwei Söhne und zwei Töchter.